# Eugène N'Jo Léa
Eugène N'Jo Léa (Batuchi, 15 luglio 1931 – Douala, 23 ottobre 2006) è stato un calciatore francese naturalizzato camerunese, di ruolo attaccante.

## Biografia
Nato in Camerun, allora colonia francese, visse la sua intera carriera sportiva in Francia. Laureatosi a Lione, divenne diplomatico e poi ambasciatore per il Camerun a Parigi. Con Just Fontaine e l'avvocato Jacques Bertrand fondò il sindacato dei calciatori francesi Union nationale des footballeurs professionnels. Il figlio William ne ha seguito le orme, divenendo anch'egli calciatore.

## Caratteristiche tecniche
Era un attaccante fulmineo, incisivo, incisivo, instancabile, in grado di penetrare in ogni momento le più forti difese.

## Carriera
Giunto in Francia dal Camerun francese con un permesso di studio, giocò nel piccolo club del Roanne, facendosi notare dai dirigenti del Saint-Étienne, che lo ingaggiarono nel 1952. Con i compagni d'attacco Kees Rijvers e Rachid Mekhloufi formò il trio offensivo "l'attaque Rock n' Roll" che portò ai Verts i primi successi, vincendo con il club di Saint-Étienne la Division 1 1956-1957 e due Coppa Charles Drago.
Con i Verts giocò inoltre nella Coppa dei Campioni 1957-1958, venendo eliminato al primo turno dagli scozzesi del Rangers.
Nel 1959 per continuare i suoi studi universitari, lasciò il Saint-Étienne per trasferirsi ai rivali dell'Olympique Lione. Con i lionesi la sua carriera iniziò a declinare, non ottenendo grandi risultati e piazzamenti.
Nel 1961 passa al RC France, ma l'attività di calciatore era già passata in secondo piano per N'Jo Léa, divenuto diplomatico per il Camerun che aveva da poco ottenuto l'indipendenza (1960), pur ottenendo con i capitolini il secondo posto nella Division 1 1961-1962.

## Palmarès
- Campionato francese: 1

Saint-Étienne: 1956-1957
- Coppa Charles Drago: 2

Saint-Étienne: 1955, 1958